# Diochanthrax morulus
Diochanthrax morulus är en tvåvingeart som först beskrevs av Hall 1975.  Diochanthrax morulus ingår i släktet Diochanthrax och familjen svävflugor.
Artens utbredningsområde är Kalifornien. Inga underarter finns listade i Catalogue of Life.